# Cirrhorheuma
Cirrhorheuma là một chi bướm đêm thuộc họ Geometridae.